# Sebastian Barthold
Sebastian Barthold (født d. 27. august 1991 i Bærum) er en norsk håndboldspiller, som spiller i Aalborg Håndbold og på Norges håndboldlandshold.